# Europäisches Olympisches Sommer-Jugendfestival 2013/Handball
Die beiden Handballwettbewerbe beim Europäischen Olympischen Jugendfestival 2013 in Utrecht wurden vom 15. bis 19. Juli 2013 ausgetragen. Am Turnier nahmen bei Mädchen und Jungen die Jahrgänge 1996/97 mit jeweils acht Mannschaften teil. Austragungsort war die Halle Utrecht Trade Fair.

## Teilnehmende Teams
Jeweils 8 Teams (Mädchen und Jungen der Jahrgänge 1996/97) nahmen an dem Wettbewerb der europäischen Nationalmannschaften teil.
| Jungen                                                                                          | Mädchen                                                                                       |
| ----------------------------------------------------------------------------------------------- | --------------------------------------------------------------------------------------------- |
| - Österreich - Belarus - Kroatien - Deutschland - Niederlande - Norwegen - Slowenien - Schweden | - Tschechien - Dänemark - Deutschland - Ungarn - Niederlande - Norwegen - Russland - Schweden |

## Jungen
Jahrgang 1996/97

### Gruppe A
| Pl. | Mannschaft  | Sp. | S | U | N | T   | GT  | Diff | Pkt     |
| --- | ----------- | --- | - | - | - | --- | --- | ---- | ------- |
| 1.  | Belarus     | 3   | 3 | 0 | 0 | 115 | 084 | +31  | 06 : 0  |
| 2.  | Schweden    | 3   | 2 | 0 | 1 | 078 | 081 | −03  | 04 : 02 |
| 3.  | Österreich  | 3   | 1 | 0 | 2 | 100 | 104 | −04  | 02 : 04 |
| 4.  | Niederlande | 3   | 0 | 0 | 3 | 072 | 096 | −24  | 0 : 06  |

| 15. 07. 2013, Mo. 13:30 Uhr in Jaarbreus Hal 1, Utrecht | 250 Zuschauer Spielbericht | Schweden Lukas Nilsson 6              | 23 : 36 (10 : 19) | Belarus Arzjom Karaljok 11 |
| 15. 07. 2013, Mo. 17:30 Uhr in Jaarbreus Hal 1, Utrecht | 350 Zuschauer Spielbericht | Österreich Nikola Bilyk 11            | 38 : 28 (25 : 15) | Niederlande Rik Elissen 9  |
| 16. 07. 2013, Di. 17:30 Uhr in Jaarbreus Hal 1, Utrecht | 400 Zuschauer Spielbericht | Niederlande R. Elissen, K. Smits je 4 | 18 : 25 (9 : 12)  | Schweden Linus Andersson 6 |
| 16. 07. 2013, Di. 19:30 Uhr in Jaarbreus Hal 1, Utrecht | 50 Zuschauer Spielbericht  | Belarus Mikita Yesmashevich 12        | 46 : 35 (23 : 14) | Österreich Nikola Bilyk 9  |
| 17. 07. 2013, Mi. 15:30 Uhr in Jaarbreus Hal 1, Utrecht | 200 Zuschauer Spielbericht | Österreich Nikola Bilyk 14            | 27 : 30 (14 : 15) | Schweden Anton Hallbäck 6  |
| 17. 07. 2013, Mi. 17:30 Uhr in Jaarbreus Hal 1, Utrecht | 450 Zuschauer Spielbericht | Belarus Mikita Liavonau 9             | 33 : 26 (13 : 12) | Niederlande Kay Smits 7    |

### Gruppe B
| Pl. | Mannschaft  | Sp. | S | U | N | T  | GT | Diff | Pkt     |
| --- | ----------- | --- | - | - | - | -- | -- | ---- | ------- |
| 1.  | Slowenien   | 3   | 3 | 0 | 0 | 85 | 75 | +10  | 06 : 0  |
| 2.  | Norwegen    | 3   | 2 | 0 | 1 | 80 | 73 | +07  | 04 : 02 |
| 3.  | Deutschland | 3   | 1 | 0 | 2 | 81 | 83 | −02  | 02 : 04 |
| 4.  | Kroatien    | 3   | 0 | 0 | 3 | 77 | 92 | −15  | 0 : 06  |

| 15. 07. 2013, Mo. 15:30 Uhr in Jaarbreus Hal 1, Utrecht | 275 Zuschauer Spielbericht   | Deutschland Dominik Claus 7              | 29 : 26 (15 : 14) | Kroatien Robert Tokić 7           |
| 15. 07. 2013, Mo. 19:30 Uhr in Jaarbreus Hal 1, Utrecht | 250 Zuschauer Spielbericht   | Slowenien J. Malus, G. Marguč je 6       | 25 : 20 (12 : 10) | Norwegen S. Schønningsen 5        |
| 16. 07. 2013, Di. 13:30 Uhr in Jaarbreus Hal 1, Utrecht | 200 Zuschauer Spielbericht   | Norwegen S. Schønningsen, A. Horgen je 5 | 28 : 25 (14 : 13) | Deutschland Rico Keller 8         |
| 16. 07. 2013, Di. 15:30 Uhr in Jaarbreus Hal 1, Utrecht | 150 Zuschauer Spielbericht   | Kroatien Marin Jelinić 11                | 28 : 31 (10 : 20) | Slowenien B. Janc, J. Bedeti je 6 |
| 17. 07. 2013, Mi. 13:30 Uhr in Jaarbreus Hal 1, Utrecht | -.--- Zuschauer Spielbericht | Kroatien M. Babić, M. Jelinić je 6       | 23 : 32 (11 : 21) | Norwegen S. Schønningsen 6        |
| 17. 07. 2013, Mi. 19:30 Uhr in Jaarbreus Hal 1, Utrecht | 150 Zuschauer Spielbericht   | Slowenien Jaka Malus 8                   | 29 : 27 (14 : 13) | Deutschland Dominik Claus 10      |

### Platzierungsspiele
| 18. 07. 2013, Do. 13:30 Uhr in Jaarbreus Hal 1, Utrecht | 100 Zuschauer Spielbericht | Österreich Bilyk 17            | 42 : 39 (16 : 19)(33 : 33) | Kroatien Lelinić, Tokić je 9 |
| 18. 07. 2013, Do. 16:30 Uhr in Jaarbreus Hal 1, Utrecht | 250 Zuschauer Spielbericht | Deutschland Claus, Keller je 7 | 35 : 28 (20 : 14)          | Niederlande Elisson 7        |

#### Spiel um Platz 7
| 19. 07. 2013, Do. 10:00 Uhr in Jaarbreus Hal 1, Utrecht | 350 Zuschauer Spielbericht | Kroatien Tokić 8 | 33 : 26 (16 : 13) | Niederlande Elissen 6 |

#### Spiel um Platz 5
| 19. 07. 2013, Do. 12:00 Uhr in Jaarbreus Hal 1, Utrecht | 350 Zuschauer Spielbericht | Österreich Bilyk 13 | 33 : 26 (16 : 13) | Deutschland Metzner 8 |

### Halbfinale
| 18. 07. 2013, Do. 19:30 Uhr in Jaarbreus Hal 1, Utrecht | 200 Zuschauer Spielbericht | Belarus Yermashevich 9 | 30 : 36 (18 : 20) | Norwegen Køpp, Schønningsen je 8 |
| 18. 07. 2013, Do. 17:30 Uhr in Jaarbreus Hal 1, Utrecht | 150 Zuschauer Spielbericht | Slowenien Marguč 8     | 24 : 23 (15 : 12) | Schweden Andersson 8             |

#### Spiel um Platz 3
| 19. 07. 2013, Do. 14:00 Uhr in Jaarbreus Hal 1, Utrecht | 250 Zuschauer Spielbericht | Belarus Liavonau 6 | 22 : 33 (7 : 15) | Schweden Bosson, Hallbäck je 6 |

### Finale
| 19. 07. 2013, Do. 16:00 Uhr in Jaarbreus Hal 1, Utrecht | 350 Zuschauer Spielbericht | Norwegen Køpp 5 | 23 : 28 (11 : 19) | Slowenien Blaž Janc 11 |

## Endstand
| Pl. | Team        |
| --- | ----------- |
| 1   | Slowenien   |
| 2   | Norwegen    |
| 3   | Schweden    |
| 4   | Belarus     |
| 5   | Österreich  |
| 6   | Deutschland |
| 7   | Kroatien    |
| 8   | Niederlande |

## Mädchen
Jahrgang 1996/97

### Gruppe A
| Pl. | Mannschaft  | Sp. | S | U | N | T  | GT  | Diff | Pkt     |
| --- | ----------- | --- | - | - | - | -- | --- | ---- | ------- |
| 1.  | Niederlande | 3   | 3 | 0 | 0 | 97 | 052 | +45  | 06 : 0  |
| 2.  | Deutschland | 3   | 2 | 0 | 1 | 81 | 074 | +07  | 04 : 02 |
| 3.  | Norwegen    | 3   | 1 | 0 | 2 | 66 | 081 | −15  | 02 : 04 |
| 4.  | Tschechien  | 3   | 0 | 0 | 3 | 71 | 108 | −31  | 0 : 06  |

| 15. 07. 2013, Mo. 14:00 Uhr in Jaarbreus Hal 1, Utrecht | 300 Zuschauer Spielbericht | Norwegen Cecilie Kleppe Jamtfall 7 | 18 : 23 (8 : 13)  | Deutschland Pia Adams 7              |
| 15. 07. 2013, Mo. 20:00 Uhr in Jaarbreus Hal 1, Utrecht | 450 Zuschauer Spielbericht | Tschechien Kamila Kordovská 7      | 15 : 39 (8 : 20)  | Niederlande Anouk Nieuwenweg 10      |
| 16. 07. 2013, Di. 18:00 Uhr in Jaarbreus Hal 1, Utrecht | 150 Zuschauer Spielbericht | Deutschland Luise Sturm 7          | 35 : 28 (18 : 13) | Tschechien Kamila Kordovská 14       |
| 16. 07. 2013, Di. 20:00 Uhr in Jaarbreus Hal 1, Utrecht | 500 Zuschauer Spielbericht | Niederlande Tess van Buren 10      | 30 : 14 (15 : 10) | Norwegen Frida Nåmo Rønning 5        |
| 17. 07. 2013, Mi. 16:00 Uhr in Jaarbreus Hal 1, Utrecht | 200 Zuschauer Spielbericht | Tschechien Kamila Kordovská 8      | 28 : 34 (16 : 13) | Norwegen Marie Lystad 10             |
| 17. 07. 2013, Mi. 20:00 Uhr in Jaarbreus Hal 1, Utrecht | 550 Zuschauer Spielbericht | Deutschland Sarah Irmler 4         | 23 : 28 (12 : 12) | Niederlande Hanne Maria van Rossum 6 |

### Gruppe B
| Pl. | Mannschaft | Sp. | S | U | N | T  | GT | Diff | Pkt     |
| --- | ---------- | --- | - | - | - | -- | -- | ---- | ------- |
| 1.  | Dänemark   | 3   | 2 | 0 | 1 | 70 | 63 | +07  | 04 : 02 |
| 2.  | Russland   | 3   | 2 | 0 | 1 | 77 | 73 | +04  | 04 : 02 |
| 3.  | Schweden   | 3   | 1 | 1 | 1 | 78 | 75 | +03  | 03 : 03 |
| 4.  | Ungarn     | 3   | 0 | 1 | 2 | 67 | 81 | −14  | 01 : 05 |

| 15. 07. 2013, Mo. 16:00 Uhr in Jaarbreus Hal 1, Utrecht | 250 Zuschauer Spielbericht | Russland Jekaterina Nefedowa 8              | 29 : 28 (13 : 11) | Schweden Ekenman-Fernis 10        |
| 15. 07. 2013, Mo. 18:00 Uhr in Jaarbreus Hal 1, Utrecht | 300 Zuschauer Spielbericht | Dänemark Mai Kragballe Nielsen 9            | 25 : 21 (12 : 8)  | Ungarn Fanni Gerháth 8            |
| 16. 07. 2013, Di. 14:00 Uhr in Jaarbreus Hal 1, Utrecht | 150 Zuschauer Spielbericht | Ungarn Fanni Gerháth 6                      | 21 : 31 (12 : 17) | Russland Jekaterina Nefedowa 7    |
| 16. 07. 2013, Di. 16:00 Uhr in Jaarbreus Hal 1, Utrecht | 150 Zuschauer Spielbericht | Schweden Ekenman-Fernis 6                   | 25 : 21 (11 : 9)  | Dänemark Mai Kragballe Nielsen 7  |
| 17. 07. 2013, Mi. 14:00 Uhr in Jaarbreus Hal 1, Utrecht | 150 Zuschauer Spielbericht | Schweden Ekenman-Fernis, F. Sarenbrant je 7 | 25 : 25 (10 : 13) | Ungarn N. Diószegi, G. Lányi je 5 |
| 17. 07. 2013, Mi. 18:00 Uhr in Jaarbreus Hal 1, Utrecht | 250 Zuschauer Spielbericht | Dänemark J. Junker 6                        | 24 : 17 (11 : 8)  | Russland Jaroslawa Frolowa 5      |

### Platzierungsspiele
| 18. 07. 2013, Do. 14:00 Uhr in Jaarbreus Hal 1, Utrecht | 100 Zuschauer Spielbericht | Norwegen Paulsen 6    | 22 : 29 (13 : 15) | Ungarn Élő 9          |
| 18. 07. 2013, Do. 16:00 Uhr in Jaarbreus Hal 1, Utrecht | 150 Zuschauer Spielbericht | Schweden Sarenbrant 8 | 28 : 16 (10 : 6)  | Tschechien Kříčková 4 |

#### Spiel um Platz 7
| 19. 07. 2013, Do. 10:30 Uhr in Jaarbreus Hal 1, Utrecht | 250 Zuschauer Spielbericht | Norwegen Rønning 6 | 26 : 23 (15 : 11) | Tschechien Kordovská 6 |

#### Spiel um Platz 5
| 19. 07. 2013, Do. 12:30 Uhr in Jaarbreus Hal 1, Utrecht | 200 Zuschauer Spielbericht | Hungarn Élő, Gerháth je 5 | 20 : 28 (13 : 14) | Schweden Sarenbrant 9 |

### Halbfinale
| 18. 07. 2013, Do. 18:00 Uhr in Jaarbreus Hal 1, Utrecht | 175 Zuschauer Spielbericht | Dänemark Juncker 7             | 31 : 22 (20 : 7) | Deutschland Reimer 8 |
| 18. 07. 2013, Do. 20:00 Uhr in Jaarbreus Hal 1, Utrecht | 550 Zuschauer Spielbericht | Niederlande Anouk Nieuwenweg 5 | 21 : 38 (5 : 16) | Russland Suslowa 6   |

#### Spiel um Platz 3
| 19. 07. 2013, Do. 14:30 Uhr in Jaarbreus Hal 1, Utrecht | 550 Zuschauer Spielbericht | Niederlande Anouk Nieuwenweg 7 | 23 : 28 (14 : 11) | Deutschland Pia Adams 6 |

### Finale
| 19. 07. 2013, Do. 16:30 Uhr in Jaarbreus Hal 1, Utrecht | 400 Zuschauer Spielbericht | Russland Malaschenko 6 | 22 : 29 (12 : 16) | Dänemark Juncker 9 |

## Endstand
| Pl. | Team        |
| --- | ----------- |
| 1   | Dänemark    |
| 2   | Russland    |
| 3   | Deutschland |
| 4   | Niederlande |
| 5   | Schweden    |
| 6   | Ungarn      |
| 7   | Norwegen    |
| 8   | Tschechien  |